# Ida Falkenberg-Liefrinck
Ida (Liv) Falkenberg-Liefrinck (Arnhem, 22 juli 1901 – Berlijn, 20 januari 2006) was een Nederlands interieurarchitecte en vormgeefster. Ze was naast Lotte Stam-Beese en Bé Niegeman-Brand een van de weinige vrouwen die zich bezighield met het nieuwe bouwen.

## Vroege leven
Ida Liefrinck werd in 1901 geboren in Arnhem. Haar vader was een directeur van een levenverzekeringsmaatschappij, haar moeder studeerde eind negentiende eeuw als een van de eerste vrouwen in Nederland wiskunde. Het was haar moeder die er op toezag dat Liefrinck een gedegen opleiding zou volgen. Op aanraden van H.A.J. Baanders  studeerde Liefrinck vanaf 1918 aan de Quellinusschool in Amsterdam, maar ze kon zich niet  vinden in de visie van directeur Mathieu Lauweriks en studeerde vanaf 1922 kunstgeschiedenis in Zürich. Daarna werkte ze enige tijd als tekenares in Parijs.

## Ideeën
Bij haar terugkeer in Nederland zou ze aanvankelijk aan de slag gaan bij meubelfabrikant Pander, maar besloot na een ontmoeting met J.J.P. Oud bij de Rotterdamse architect te gaan werken. Mede onder invloed van Oud en de CIAM-conferentie die Liefrinck in 1929 in Frankfurt bezocht kwam ze in aanraking met de ideeën van het nieuwe bouwen, ideeën die ze vanaf begin jaren dertig geregeld uiteenzette, eerst in het tijdschrift De 8, later in Opbouw. Ze pleitte daarin voor een zakelijke benadering van de architectuur, waarbij schoonheid weliswaar niet uitgesloten was, maar tevens niet het primaire doel van het ontwerp diende te zijn. De ideeën zijn nauw verbonden met de nieuwe zakelijkheid. Ook vond Liefrinck dat de architectuur een belangrijke maatschappelijke functie had en dat politieke stellingname voor een architect volstrekt vanzelfsprekend diende te zijn. Mede door de harde opstelling van Liefrinck in deze discussie ontstond er uiteindelijk een scheuring tussen De 8 en Opbouw.

## Carrière
Begin jaren dertig werkte Liefrinck enige tijd voor architect en stedenbouwkundige Ernst May, maar in 1933 vestigde ze zich samen met haar man Otto Falkenberg in Amsterdam boven een winkel met rotanmeubelen. Omdat Falkenberg-Liefrinck de daar verkochte meubels lelijk vond, besloot ze zelf een rotanstoel te ontwerpen. Dankzij enthousiaste reacties van collega ontwerpers als Mart Stam, Han van Loghem en Paul Bromberg groeide de bekendheid van Falkenberg-Liefrinck. Vijf jaar later kreeg de vormgeefster van Metz & Co de opdracht om enkele kamers te ontwerpen. Dit vormde het begin van een jarenlange samenwerking waarbij Falkenberg-Liefrinck zich bezighield met het ontwerp van meubelen, bij voorkeur gemaakt van hout en rotan. Ze richtte zich verder op het ontwerpen van interieurs voor arbeiderswoningen en woningen voor alleenstaanden, indertijd een unicum.

## Latere jaren
Tijdens de oorlog zat Falkenberg-Liefrinck in het verzet, onder de schuilnaam Liv. Na de oorlog vestigde ze zich, mede uit politiek-ideologische overwegingen, met haar man in Berlijn, in het gedeelte dat later deel uit zou maken van Oost-Duitsland. Ook hier hield ze zich bezig met het ontwerpen van interieurs, onder andere voor de Parteihochschule in Kleinmachnow en stelde ze een collectief van architecten samen die zich verbonden voelden met Bauhaus. Vanaf de jaren vijftig liepen de opdrachten, mede door de functie van diplomaat van haar echtgenoot, sterk terug. Tot begin jaren zestig woonde het echtpaar in Moskou, alwaar Falkenberg-Liefrinck enkele artikelen over de nieuwe Russische architectuur schreef voor Duitse architectuurbladen.
Na 1962 heeft Falkenberg-Liefrinck niet meer als ontwerpster gewerkt. Ze is altijd in Berlijn blijven wonen en overleed januari 2006 op 104-jarige leeftijd.